# بارك دي لوس إستادوس (محطة مترو أنفاق مدريد)
بارك دي لوس إستادوس (بالإسبانية: Parque de los Estados)‏ هي محطة مترو أنفاق في مدريد في إسبانيا، تقع على الخط رقم 12.